# Marcipa crocataria
Marcipa crocataria là một loài bướm đêm trong họ Erebidae.